# Cotinga ridgwayi
Cotinga ridgwayi là một loài chim trong họ Cotingidae.